# 横瀬いつか
いつか（1984年11月15日 - ）は、日本の元女性キックボクサー、元レースクイーン、元総合格闘家。本名は佐々木 いつか（旧姓横瀬）。スリーサイズはB89cm、W60cm、H88cm。血液型A型。宮城県塩竈市出身。夫は新宿レフティージム所属のキックボクサー秀樹。

## 来歴
モデルとして活動後上京、2004年に「RSオガワレースクイーン」に抜擢、同年10月にはDVD「Sunrise」を発売。
翌2005年には「チーム南部」所属の女子総合格闘家としても活動、深谷愛のデビュー戦で注目された4月29日のスマックガール北沢大会でYUKAЯI相手にデビュー。その後、月1回のペースで試合を行なう。6月には女子キックボクシング「ANGEL'S」にも参戦し桜朋梨恵と対戦した。その後地元に戻り、仙台市の曹洞宗輪王寺の職員として「植樹ウーマン・コノハ」なるキャラクターに扮し、輪王寺の「植樹祭」を始めとする植樹キャンペーンに参加していた。
2010年から新宿レフティージムに所属、8月1日に行なわれたJ-NETWORK主催のアマチュア大会「J-GROW」で5年ぶりに試合を行ない判定勝ち。
2010年9月12日、2010 M-1フレッシュマンズ Vol.3にてキックボクサーとしてプロデビュー。千佳子と対戦し、3-0の判定勝ち。キックボクシング転向に際してリングネームをいつかに変更した。
2010年9月23日、REBELS.4のアマチュアマッチで葛西真奈美と対戦し、判定勝ちを収めた。
2011年10月23日、REBELS-EXにて林美久と対戦したが、長身の林相手に接近戦に持ち込めず、0-3の判定負け。
2012年3月25日、「M-1ムエタイチャレンジ」にて安倍基江とのWPMF日本ライトフライ級王座決定戦に臨んだが、一方的に攻めこまれた上に左腕を負傷し、2R終了後にタオル投入でTKO負けを喫した。
2013年10月27日、「M-FIGHT ムエローク2013 3rd」にてグレイシャア亜紀とのWPMF日本女子フライ級タイトルマッチに臨み、5R 3-0の判定にて勝利し、日本王者に。
2014年9月21日、「M-FIGHT suk WEERASAKRECK VII」にてペッベンチャー・モークルンテープトンブリー（タイ）とのWPMF世界フライ級王座決定戦に臨み、5R 3-0の判定にて勝利し、世界チャンピオンとなった。
2016年3月21日、「M-FIGHT suk WEERASAKRECK XII」グレイシャア亜紀との引退エキシビションマッチをもって現役引退。

## 戦績

### 総合格闘技
| 総合格闘技 戦績 | 総合格闘技 戦績 | 総合格闘技 戦績 | 総合格闘技 戦績 | 総合格闘技 戦績 | 総合格闘技 戦績 | 総合格闘技 戦績 |
| --------------- | --------------- | --------------- | --------------- | --------------- | --------------- | --------------- |
| 5 試合          | (T)KO           | 一本            | 判定            | その他          | 引き分け        | 無効試合        |
| 0 勝            | 0               | 0               | 0               | 0               | 0               | 0               |
| 5 敗            | 0               | 3               | 2               | 0               | 0               | 0               |

| 勝敗 | 対戦相手         | 試合結果                 | 大会名                                                                                             | 開催年月日     |
| ×    | 諸星和奈         | 1R 0:29 腕ひしぎ十字固め | SMACKGIRL 2005 〜最軽量記念日〜                                                                    | 2005年11月29日 |
| ×    | 岡田円           | 5分2R終了 判定1-2        | SMACKGIRL 2005 〜Dynamic!!〜 【オープニングファイト】                                              | 2005年8月17日  |
| ×    | 内藤晶子         | 1R 4:50 腕ひしぎ十字固め | SMACKGIRL-F 2005 〜Next Cinderella Tournament 2005 2nd stage〜                                     | 2005年7月10日  |
| ×    | ジョン・ヨンシル | 5分2R終了 判定0-3        | SMACKGIRL 〜KOREA 2005〜                                                                           | 2005年5月21日  |
| ×    | YUKAЯI           | 1R 2:23 腕ひしぎ十字固め | SMACKGIRL-F 2005 〜今年もやるぞ! スマックF祭り〜 【Next Cinderella Tournament 2005 -59kg級 1回戦】 | 2005年4月29日  |

### キックボクシング
| キックボクシング 戦績 | キックボクシング 戦績 | キックボクシング 戦績 | キックボクシング 戦績 | キックボクシング 戦績 | キックボクシング 戦績 | キックボクシング 戦績 |
| --------------------- | --------------------- | --------------------- | --------------------- | --------------------- | --------------------- | --------------------- |
| 18 試合               | (T)KO                 | 判定                  | その他                | 引き分け              | 無効試合              |                       |
| 11 勝                 | 1                     | 10                    | 0                     | 1                     | 0                     |                       |
| 6 敗                  | 2                     | 4                     | 0                     | 1                     | 0                     |                       |

| 勝敗 | 対戦相手                                   | 試合結果                 | 大会名                                                                                                  | 開催年月日     |
| ○    | ペッベンチャー・モークルンテープトンブリー | 5R 判定3-0               | M-FIGHT Suk WEERASAKRECK VII 【WPMF世界女子フライ級王座決定戦】                                         | 2014年9月21日  |
| ○    | 松田玲奈                                   | 3R 判定3-0               | 藤原祭                                                                                                  | 2014年6月19日  |
| ○    | キム・ヒョジン                             | 2R 1分59秒 KO            | REBELS.26 ～the duel～                                                                                  | 2014年4月20日  |
| ○    | キム・ミンジ                               | 3R 判定3-0               | REBELS.25 a.k.a. INNOVATION’s day                                                                       | 2014年3月16日  |
| ○    | ソン・ヒョギョン                           | 3R 判定3-0               | REBELS.23                                                                                               | 2014年1月26日  |
| ○    | グレイシャア亜紀                           | 5R 判定3-0               | M-FIGHT ムエローク 2013 -3rd 【WPMF日本女子フライ級タイトルマッチ】                                     | 2013年10月27日 |
| ○    | バンフース・紫乃                           | 3R 判定3-0               | M-FIGHT ムエローク2013 -2nd-                                                                            | 2013年7月21日  |
| ×    | 難波久美                                   | 3R 判定0-3               | J-GIRLS 2013 ～Victorious Goddess 2nd～                                                                 | 2013年5月19日  |
| ○    | 白石瑠里                                   | 3R 判定3-0               | J-GIRLS 2013 ～Victorious Goddess 1st～                                                                 | 2013年2月3日   |
| ×    | 高橋藍                                     | 3R1分30秒 KO             | RISE/M-1MC ～INFINITY～                                                                                 | 2012年12月2日  |
| △    | 聖☆羅                                      | 3R 判定                  | REBELS MUAYTHAI-1                                                                                       | 2012年10月28日 |
| ×    | 安倍基江                                   | 2R終了 TKO（タオル投入） | M-1MC「M-1ムエタイチャレンジ Sutt Yod Muaythai vol.1」 Part1 【WPMF日本ライトフライ級王座決定戦】       | 2012年3月25日  |
| ×    | 林美久                                     | 2分3R終了 判定0-3        | REBELSプロモーション「REBELS-EX」                                                                       | 2011年10月23日 |
| ×    | ☆MIKA☆                                     | 2分3R+延長R終了 判定0-3  | J-NETWORK「J-GIRLS 2011 〜Born This Way 2nd〜」 【J-GIRLSフライ級次期王者挑戦者決定トーナメント決勝戦】 | 2011年7月10日  |
| ○    | トモコSP                                   | 2分3R終了 判定2-0        | J-NETWORK「J-GIRLS 2011 〜Born This Way〜」 【J-GIRLSフライ級次期王者挑戦者決定トーナメント1回戦】      | 2011年5月15日  |
| ○    | 舞獅                                       | 2分3R終了 判定3-0        | M-1フレッシュマンズ4                                                                                    | 2010年11月14日 |
| ○    | 千佳子                                     | 2分3R終了 判定3-0        | M-1 MC「2010 M-1フレッシュマンズ Vol.3」                                                                | 2010年9月12日  |
| ×    | 桜朋梨恵                                   | 3分2R終了 判定0-3        | 新日本キックボクシング協会 "ANGEL'S 3rd"                                                                | 2005年6月19日  |

## 関連

### テレビ出演
- 新婚さんいらっしゃい!（朝日放送テレビ、2018年7月29日）
- 追跡LIVE! Sports ウォッチャー（テレビ東京、2019年12月21日）

### 関連書籍
- 蹴りたがる女子（実業之日本社、2015年）ISBN 978-4-408-45564-8